# Столяренко, Александр Александрович
Александр Александрович Столяренко (род. 18 января 1991, Здвинск, Новосибирская область) — российский футболист, защитник.

## Карьера
Воспитанник Академии Коноплёва. В начале 2009 года был приобретён московским «ЦСКА», однако так и не дебютировал в основном составе команды по причине многочисленных травм и их рецидивов. В конце 2009 года вместе с Антоном Заболотным присутствовал в заявке клуба на матче Лиги Чемпионов против Бешикташа. С весны 2011 года ходил по арендам: в родную «Академию», московское «Торпедо», саратовский «Сокол». Летом 2016 года подписал контракт с тульским «Арсеналом», выступающим в премьер-лиге, но так и не сыграл ни одного матча в высшем дивизионе. Ходил в аренды в «Тамбов» и «Ротор», затем присоединился к «Тюмени». 10 октября 2018 года в кубковом матче против ЦСКА поразил ворота на 121-й минуте, переведя игру в серию пенальти, которую тюменцы выиграли Зимой клуб взял курс на омоложение состава, и игрок перешёл в «Чайку».

## Достижения
«Сокол»
- Победитель первенства ПФЛ: 2013/2014 (зона «Центр»)

«Чайка»
- Победитель первенства ПФЛ: 2018/19 (зона «Юг»)